# Apluda (grassenfamilie)
Apluda is een geslacht uit de grassenfamilie (Poaceae). De soorten komen voor in Afrika, Azië en Oceanië.

## Soort
- Apluda mutica